# Cerrote
Cerrote es un barrio ubicado en el municipio de Las Marías, en el estado libre asociado de Puerto Rico. En el Censo de 2010 tenía una población de 496 habitantes y una densidad de 42,77 personas por km².

## Geografía
Cerrote se encuentra ubicado en las coordenadas 18°12′45″N 66°55′25″O / 18.21250, -66.92361. Según la Oficina del Censo de los Estados Unidos, Cerrote tiene una superficie total de 11.6 km², que corresponden a tierra firme.

## Demografía
Según el censo de 2010, había 496 personas residiendo en Cerrote. La densidad de población era de 42,77 hab./km². De los 496 habitantes, Cerrote estaba compuesto por el 84.07% blancos, el 6.45% eran afroamericanos, el 7.26% eran de otras razas y el 2.22% pertenecían a dos o más razas. Del total de la población el 97.58% eran hispanos o latinos de cualquier raza.